# This Summer (EP)
This Summer é o terceiro EP da cantora e compositora canadense Alessia Cara. Foi lançado no dia 6 de setembro de 2019, através da Def Jam e Universal Music Group. Cara escreveu e co-escreveu todas as faixas, trabalhando em parceriao com Jon Levine, Midi Jones e Mike Sabath. Quatro singles precederam o lançamento de seu EP, " Ready ", " Rooting for You ", "Okay Okay" e "October". 

## Background
No dia 18 de julho de 2019, Alessia anunciou que lançaria um EP intitulado This Summer, com o primeiro single, "Ready", lançado em 22 de julho. Através das redes sociais, Alessia declarou: "Fui picada pelo mosquito da escrita do nada e criou um EP. Chamado This Summer. Irei lançar uma nova faixa a cada duas semanas até seu lançamento." 

## Lista de músicas
Lista adaptada do Tidal.
| N.º            | Título                 | Produtores(s)     | Duração |  |
| 1.             | "Ready"                | Levine Midi Jones | 2:59    |  |
| 2.             | "What's on Your Mind?" | Caracciolo        | 3:14    |  |
| 3.             | "Like You"             | Levine            | 2:24    |  |
| 4.             | "Okay Okay"            | Levine Jones      | 2:38    |  |
| 5.             | "Rooting for You"      | Levine Jones      | 2:56    |  |
| 6.             | "October"              | Levine Jones      | 4:01    |  |
| Duração total: | Duração total:         | Duração total:    | 18:12   |  |

## Créditos
- Alessia Cara – vocals, composer, lyricist, production
- Jon Levine – production, bass, drum programmer, guitar
- Midi Jones – production, bass, drum progammer, guitar
- Caye – production, background vocals, bass, piano
- Mike Sabath – production, lyricist, background vocals, bass, drums, guitar, piano, synthesizer
- Olivia Aita – background vocals
- Darwin Derequito – engineer, studio personnel
- Chris Gehringer – mastering engineer, studio personnel
- Matty Green – mixer, studio personnel
- Andrew Dawson – mixer
- Joe Look – mixer
- Ross Newbauer – assistant mixer, studio personnel
- Jon Sosin, guitar
- Bryan Matheson, studio personnel
- Imogen Teasley-Vlautin, studio personnel

## Paradas
| Parada(2019)            | Posição position |
| ----------------------- | ---------------- |
| Canadá (Billboard)      | 52               |
| Albuns Lituanos (AGATA) | 71               |